# Mohn Media
Mohn Media (bis 1999 Mohndruck) ist ein deutsches Unternehmen der Druckindustrie mit Sitz in Gütersloh. Es entstand 1946 durch Trennung der Buchherstellung vom Buchverlag Carl Bertelsmanns. Mohn Media ist Marktführer im Offsetdruck und Teil der Bertelsmann Marketing Services, Europas größter Druckereigruppe.

## Geschichte
1835 gründete Carl Bertelsmann in Gütersloh den C. Bertelsmann Verlag. Zum Unternehmen gehörten von Beginn an auch Druckereien. Nach dem Zweiten Weltkrieg wurde auf Empfehlung der Militärregierung bei Bertelsmann der verlegerische Bereich von der technischen Herstellung getrennt, was unter anderem den Wiederaufbau erleichtern sollte. 1966 wurde die offene Handelsgesellschaft unter der Firma „Mohn & Co.“ in „Mohndruck Reinhard Mohn“ umbenannt. Das Unternehmen öffnete sich stärker für externe Auftraggeber und investierte außerdem in moderne Drucktechnologien. Mohndruck legte den Grundstein für die Druck- und Industriegeschäfte des Bertelsmann-Konzerns.
Nach Umwandlung des Bertelsmann-Konzerns in eine Aktiengesellschaft wurde auch Mohndruck zur Kapitalgesellschaft, einer GmbH, umgewandelt. 1979 erfolgte die Eintragung der Firma „Mohndruck Graphische Betriebe“ ins Handelsregister. 1980 erhielten Mohndruck und andere Bertelsmann-Unternehmen am Standort Gütersloh größere Aufmerksamkeit durch den Besuch des Bundeskanzlers Helmut Schmidt. Im weiteren Verlauf der 1980er Jahre sorgte vor allem die Einführung der elektronischen Datenverarbeitung für größere Veränderungen in den Druckereien. Mohndruck nahm die größte Bücherfertigungsstraße Europas in Betrieb und begann 1990 mit umfangreichen Umbaumaßnahmen zur Erweiterung seiner Produktions- und Distributionsbereiche. Ein neu errichtetes Blockheizkraftwerk übernahm die Stromversorgung, außerdem bemühte man sich um die Verwendung mehr chlorfreien Papiers. Mohndruck führte in dieser Zeit zahlreiche Maßnahmen zum Schutz der Umwelt ein.
In den 1990er Jahren war Mohndruck eine der führenden Offsetdruckereien in Europa und gemessen an der Mitarbeiterzahl der größte Druckereibetrieb im Bertelsmann-Konzern. Nach der deutschen Wiedervereinigung kaufte das Unternehmen zusätzlich den Graphischen Großbetrieb Pößneck, der heute als GGP Media formiert. Damit wurde die Expansion nach Osteuropa und Russland eingeleitet. 1993 realisierte Mohndruck erstmals eine integrierte digitale Vorstufe. Ungeachtet dieser Investitionen geriet Mohndruck 1995 in die roten Zahlen. Das Unternehmen bekam insbesondere im Reproduktionsbereich den Wettbewerb zu spüren. Um Kosten zu senken, waren Einschnitte bei der Belegschaft erforderlich, was jedoch zu Kritik der Arbeitnehmervertreter führte.
1997 schloss das Unternehmen eine Kooperation mit dem größten japanischen Druckkonzern Dai Nippon Printing, um Kunden auch dort beliefern zu können. Im selben Jahr legte man den Streit mit den Betriebsräten durch ein betriebliches Bündnis für Arbeit bei, das unter anderem den Verzicht auf betriebsbedingte Kündigungen für mehrere Jahre vorsah. Da sich Mohndruck immer stärker von der klassischen Druckerei zum Dienstleistungsunternehmen wandelte, änderte das Unternehmen 1999 seinen Namen in Mohn Media. Dadurch sollte deutlich werden, dass es eine breite Wertschöpfungskette abdeckt. Zum Jahreswechsel 2004/2005 stieg Mohn Media beim Konkurrenten Vogel Druck aus Würzburg ein. Das Gütersloher Unternehmen erwarb zunächst 49 % der Anteile. Die Transaktion fand vor dem Hintergrund der Übernahme der Motor Presse Stuttgart durch Gruner + Jahr statt. Ziel der Zusammenarbeit von Mohn Media und Vogel Druck war ein Ausbau des Angebots vor allem für Bestandskunden.
Dieses Ziel erreichte Mohn Media unter anderem durch mehrere bei Manroland bestellte Lithomanen. 2009 dehnte das Unternehmen seine Aktivitäten erstmals auf den Druck von Prospekten aus, wofür es Großaufträge der Handelsketten Netto und Real erhielt. Weil Mohn Media dadurch fallende Auflagen bei Zeitschriften ausgleichen konnte, blieb das Geschäft im Vergleich zu anderen Druckereien Ende der 2000er Jahre und darüber hinaus stabil. In den folgenden Jahren stockte das Unternehmen seine Kapazitäten für Prospekte mehrfach auf. Außerdem erhielt das Unternehmen mehrere wichtige Großaufträge wie zum Beispiel für den Druck der „Asterix“-Hefte und des „Playboy“-Magazins. Der Druck einer Teilauflage des „Spiegel“ seit Anfang 2015 wurde zum Prestigeprojekt für die Druckerei, weil das Nachrichtenmagazin damit vom Tief- in den Offsetdruck wechselte.
In den vergangenen Jahren investierte Mohn Media vor allem in den Druck und die Postproduktion. 2016 gab das Unternehmen bekannt, eine dritte Großrotation aufzustellen. Bereits die bestehenden Maschinen konnten mehrere Millionen Seiten pro Stunde herstellen. Zum 1. Januar 2016 wurde Mohn Media Teil der neu geschaffenen Bertelsmann Printing Group. Die Unternehmensgruppe umfasst Offset- und Tiefdruckbetriebe sowie einige Dienstleistungsunternehmen im Bereich Marketing.
Am 11. August 2020 teilte Mohn Media mit, in den nächsten Jahren 470 der fast 2000 Arbeitsplätze abbauen zu wollen. Betroffen ist das Stammhaus in Gütersloh und die Buchbinderei Probind in Marienfeld.

## Leistungen
Mohn Media druckt Bücher, Kataloge, Prospekte, Telefonbücher und Zeitschriften sowie andere Werbematerialien. Zu den Leistungen zählen Konzeption, Gestaltung, Druck und Verarbeitung. Das Unternehmen erschließt gesamte „Medienwelten“, was beispielsweise auch maßgeschneiderte Datenbanklösungen umfasst. Einen besonderen Schwerpunkt bildet traditionell die Aufbereitung von Bildern und Texten zur Herstellung von Druckformen für die unterschiedlichen Druckverfahren. Bereits 2002 bündelte Mohn Media die Kompetenzen im Bereich der Reproduktionstechnik bei 4MAT Media in Hamburg.